# Joachim Hotz
Joachim Erhard Friedrich Hotz (* 25. Februar 1934 in Liegnitz (Legnica) in Niederschlesien; † 21. Oktober 1983 in Bamberg) war ein deutscher Kunsthistoriker. Neben seiner kunstgeschichtlichen Tätigkeit war er außerdem als Eisenbahnhistoriker aktiv.

## Leben
Nach dem Besuch der Volksschulen in Liegnitz und Hainstadt im Odenwald besuchte Hotz das Realgymnasium in Darmstadt, wo er 1954 die Reifeprüfung ablegte. Nach dem Studium der Kunstgeschichte und der Evangelischen Religion in Erlangen wurde er 1962 an der Universität Würzburg mit einer Arbeit über den fränkischen Architekten Johann Jakob Michael Küchel promoviert. Ab 1964 war er Dozent am Institut für Kunstgeschichte der Technischen Hochschule Karlsruhe. Zugleich engagierte er sich in seiner Freizeit als Eisenbahnhistoriker und setzte sich bereits seit Anfang der 1960er Jahre gegenüber der Deutschen Bundesbahn für den Erhalt ausgewählter Dampflokomotiven ein, die in dieser Zeit durch den Strukturwandel mit der Umstellung auf Diesel- und Elektrolokomotiven in großem Umfang ausgemustert wurden.
Im April 1967 gehörte Hotz zu den Gründungsmitgliedern der Deutschen Gesellschaft für Eisenbahngeschichte (DGEG), deren erster Präsident er wurde. 1972 eröffnete die DGEG unter seiner Leitung ihr erstes Eisenbahnmuseum, das heutige DGEG-Eisenbahnmuseum Neustadt/Weinstraße. 1977 folgte das Eisenbahnmuseum Bochum-Dahlhausen. Daneben bemühte er sich um die begleitende eisenbahngeschichtliche Forschung und übernahm die Schriftleitung des ab 1968 durch die DGEG herausgegebenen Jahrbuchs für Eisenbahngeschichte. Sein besonderes Interesse galt dabei den Neubaudampflokomotiven der DB aus den 1950er Jahren.
Nach seiner Habilitation 1979 über das Skizzenbuch Balthasar Neumanns wurde Hotz in Karlsruhe Privatdozent und bemühte sich um die Übernahme eines kunstgeschichtlichen Lehrstuhls an einer deutschen Universität, allerdings erfolglos. 1980 wechselte er nach Bamberg und wurde Direktor des dortigen Historischen Museums. Mit der Übernahme dieser Funktion legte er sein Amt als Präsident der DGEG nieder. Schwerpunkte seiner wissenschaftlichen Tätigkeit lagen auf der fränkischen Barock- und Rokokoarchitektur. 1982 erhielt er einen Lehrauftrag an der Universität Bamberg.
Joachim Hotz starb nach kurzer Krankheit an Krebs.

## Nachlass
Der Nachlass von Joachim Hotz , bestehend aus kunsthistorischem Quellenmaterial und Kopien sowie Karteikarten vor allem zum Barock in Franken, wird in der Staatsbibliothek Bamberg aufbewahrt unter der Signatur: Msc.Add.

## Veröffentlichungen (Auswahl)
- Johann Jacob Michael Küchel: Sein Leben, seine Mainzer Zeit und seine Tätigkeit für die Landschlösser des fränkischen Adels. Hochschulschrift, Universität Würzburg, Philosophische Fakultät, Dissertation, 4. März 1964
- Kleine Geschichte der Universität Fridericiana Karlsruhe (Technische Hochschule) Hrsg.: Rektor und Senat der Universität Karlsruhe (Technische Hochschule), Verlag Müller, Karlsruhe 1975
- Historische Gärten und Anlagen als Aufgabengebiet der Denkmalpflege Forschungen und Berichte der Bau- und Kunstdenkmalpflege in Baden-Württemberg, Band 6, (Hrsg.: Landesdenkmalamt Baden-Württemberg), Verlag Wasmuth, Tübingen 1978, ISBN 3-8030-4005-1
- "Das Skizzenbuch Balthasar Neumanns" Studien zur Arbeitsweise des Würzburger Meisters und zur Dekorationskunst im 18. Jahrhundert, Reichert Verlag, Wiesbaden 1981, ISBN 3-88226-108-0
- Historisches Museum Bamberg. Alte Hofhaltung, Kleine Kunstführer Bd. 1262, 1. Auflage, Schnell und Steiner, München/Zürich 1981
- Zisterzienserklöster in Oberfranken: Ebrach – Langheim – Sonnefeld – Himmelkron – Schlüsselau., Große Kunstführer Bd. 98, Schnell und Steiner, München/Zürich 1982, ISBN 3-7954-0842-3
- Wallfahrtskirchen in Europa, Keysers kleine Kulturgeschichte, München 1983, ISBN 3-87405-158-7
- Balthasar Neumann als Zeichner und Graphiker. Bavaria Antiqua. München 1983.